# اسکی آلپاین در المپیک زمستانی ۱۹۶۸
اسکی آلپاین در بازی‌های المپیک زمستانی ۱۹۶۸ شامل ۶ رویداد بود که از ۹ تا ۱۷ فوریه ۱۹۶۸ در گرونوبل فرانسه برگزار شد.

## مدال‌ها

### جدول مدال‌ها
منبع
| رتبه           | کشور           | طلا | نقره | برنز | مجموع |
| -------------- | -------------- | --- | ---- | ---- | ----- |
| ۱              | فرانسه (FRA)   | ۴   | ۳    | ۱    | ۸     |
| ۲              | اتریش (AUT)    | ۱   | ۱    | ۳    | ۵     |
| ۳              | کانادا (CAN)   | ۱   | ۱    | ۰    | ۲     |
| ۴              | سوئیس (SUI)    | ۰   | ۱    | ۲    | ۳     |
| مجموع (۴ کشور) | مجموع (۴ کشور) | ۶   | ۶    | ۶    | ۱۸    |